# José María Libório Camino Saracho
José María Libório Camino Saracho (ur. 13 listopada 1931 w Santurtzi, zm. 30 sierpnia 2021 w São Miguel Paulista) – hiszpański duchowny katolicki posługujący w Brazylii, biskup Presidente Prudente w latach 2002–2008.

## Życiorys
Święcenia kapłańskie przyjął 6 lipca 1958 i został inkardynowany do diecezji Bilbao. Przez dziewięć lat pełnił funkcję prefekta w miejscowym seminarium. W 1967 wyjechał w charakterze misjonarza do Brazylii i rozpoczął pracę w archidiecezji São Paulo, gdzie pełnił funkcje m.in. proboszcza w Guaianazes i wikariusza dla regionu São Miguel Paulista. Po utworzeniu nowej diecezji w tym regionie był proboszczem miejscowej katedry oraz wikariuszem generalnym.
16 czerwca 1999 papież Jan Paweł II mianował go biskupem pomocniczym  São Miguel Paulista i biskupem tytularnym Urusi. Sakry biskupiej udzielił mu 29 września tegoż roku ówczesny nuncjusz apostolski w Brazylii, abp Alfio Rapisarda.
20 lutego 2002 został prekonizowany biskupem Presidente Prudente. Ingres odbył się 7 kwietnia 2002.
16 kwietnia 2008 przeszedł na emeryturę.